# Чеза (Терамо)
Чеза (итал. Cesa) је насеље у Италији у округу Терамо, региону Абруцо.
Према процени из 2011. у насељу је живело 17 становника. Насеље се налази на надморској висини од 971 м.